# Милић од Мачве
Милић Станковић (Белотић, 30. октобар 1934 — Београд, 8. децембар 2000), познатији под уметничким именом Милић од Мачве, био је српски сликар.

## Биографија
Средњошколско образовање је завршио у Шабачкој гимназији. Уписао је студије архитектуре у Београду, а потом Академију ликовних уметности (данас, Факултет ликовних уметности), где је дипломирао 1959. године. Након тога је био на студијском боравку у Паризу. Прву самосталну изложбу отворио је 1. септембра 1959. у Београду. Прву самосталну изложбу у иностранству имао је 1964. године у Женеви. Био је члан Удружења ликовних уметника Србије (УЛУС) од 1960. године. Током 1964. и 1965. године живео је и радио у Паризу, потом у Београду, Бриселу, Белотићу, на Златибору и на Пиросу (Грчка). Био је један од 13 чланова друштва „Медиала”.
На његовим сликама доминирају лебдећи балвани по којима је нарочито познат, затим ужарене лопте и санте леда. Његови узори у сликарству били су Бош, Бројгел, Иван Генералић и Салвадор Дали, а за његово сликарство би се могло рећи да је својствена мешавина фигуративног надреализма и наивне уметности. Осим сликања бавио се и архитектуром (пројектовао је и саградио три атељеа), вајарством и писањем поезије.
Прва међународна монографија његових слика и цртежа је била публикована у Риму 1982. године у којој је 51 колор репродукција његових слика, преко 20 црно-белих илустрација, око 40 цртежа пером, и 10 фотографија. Аутор ове монографије, чији је наслов био Militch de Matchva, је био сам Милић којој је додано пет прегледа-есеја ликовних критичара о његовом раду.
У своме родном месту, селу Белотићу, Милић од Мачве подигао је Радован-кулу (по оцу Радовану) и основао Мачванску сликарску и песничку школу.
Поводом комеморације 600. годишњице Косовке битке, 28. јуна 1989, Милић од Мачве је приредио изложбу слика у дворишту манастира Грачанице. Милић се на овој изложби представио са 40 слика у уљу и двадесетак цртежа инспирисаних косовском епопејом и легендом. Отварању изложбе, постављене у шатору у манастирском дворишту, претходио је церемонијал који који је уметник извео са својом "женском четом" (женом и његове четири кћери) и сарадницима
Имао је специфичан стил одевања: црни плашт сличан мантији, црну беретку и штап налик на владичански.
Граду Крушевцу оставио је око 120 слика, углавном уља на платну, уз неколико акварела и графика.
Његова ћерка је мултимедијална уметница Симонида Станковић, а супруга Верица Беба Марковић Станковић (1932–2023) је била конзерватор и фрескописац.
Преминуо је 8. децембра 2000. године у Београду. Сахрањен је 12. децембра у Алеји заслужних грађана на Новом гробљу у Београду.

## Политичка активност и ставови
Милић је једну своју изложбу слика 1962, која је тада била забрањена, посветио сликару Сави Шумановићу, „од усташког звериња умореног” како он тада рече, зато што је био Србин и што је своје слике потписивао ћирилицом, коју су усташке власти забраниле 1941. године.
Небојша Попов пише да је Милић прославио посету Горбачова Југославији сликом на којој је Горбачов приказан као арханђел Михаило са шајкачом на глави и српским опанцима на ногама.
Историчар Граубар (Stephen Richards Graubard) пише да је Милић сликар-екстремист који тврди да је папински продор на исток заснован на креацији вештачке хрватске нације, а плод екстремног прозелитизма је Независна Држава Хрватска.
Хрватска ауторка Мирјана Прошић-Дворнић признаје да је Милић био светски познат академски сликар високог и неупитног уметничког нивоа, али га у исто време оптужује да је био "етно-генетички и етимолошки експерт" који је покушао да докаже, на основи псеудонаучних митова, да су Срби пранација света, пупак Европе.
Деведесетих година 20. века иступао је у јавности као заступник Српске аутохтонистичке школе, која сматра да су Срби, Словени и Индоевропљани аутохтони на Балканском полуострву од праисторије. Веровао је у Теслино тајно оружје и помињао га у виду претње „ако само једна бомба падне на Београд...". Био је противник Српске академије наука и уметности и предлагао да се неким академицима одузму докторске титуле.